# Jatropha pachypoda
Jatropha pachypoda är en törelväxtart som beskrevs av Ferdinand Albin Pax. Jatropha pachypoda ingår i släktet Jatropha och familjen törelväxter.
Artens utbredningsområde är Bolivia. Inga underarter finns listade i Catalogue of Life.